# The Kraken
The Kraken, deutsch Der Krake, ist ein Gedicht von Alfred Tennyson (1809–1892). Es erschien zuerst 1830 in seinen Poems, Chiefly Lyrical.
Das nur 15 Verse zählende, formal einem Sonett ähnelnde Werk hat ausweislich seines Titels ein Seeungeheuer zum Thema, den sagenumwobenen „Kraken“ des Nordmeeres. Die eigentümliche Wortwahl des Dichters und mehr oder minder explizite intertextuelle Anspielungen auf die Offenbarung des Johannes und Percy Bysshe Shelleys Versdrama Prometheus Unbound weisen jedoch über dieses märchenhaft-folkloristische (also typisch romantische) Sujet hinaus und haben zu vielfältigen Spekulationen über die religiösen oder weltanschaulichen Hintergedanken des Dichters Anlass gegeben.

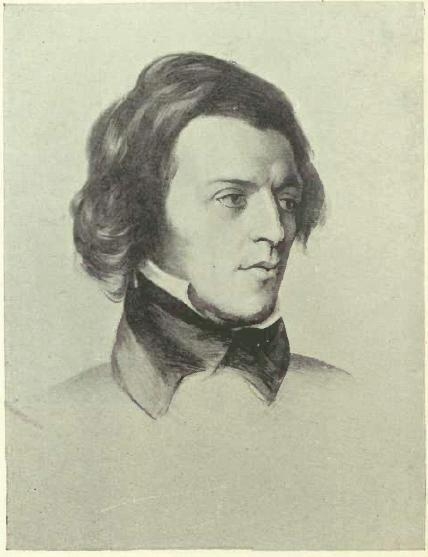
Alfred Tennyson. Porträtzeichnung von Samuel Laurence, um 1840.

## Text
Im Folgenden der Text des Gedichts in der Fassung letzter Hand (1872) und eine von Werner von Koppenfels besorgte Übertragung ins Deutsche (2000):
| | |
| Below the thunders of the upper deep; Far far beneath in the abysmal sea, His ancient, dreamless, uninvaded sleep The Kraken sleepeth: faintest sunlights flee About his shadowy sides; above him swell Huge sponges of millennial growth and height; And far away into the sickly light, From many a wondrous grot and secret cell Unnumber'd and enormous polypi Winnow with giant arms the slumbering green. There hath he lain for ages, and will lie Battening upon huge seaworms in his sleep, Until the latter fire shall heat the deep; Then once by man and angels to be seen, In roaring he shall rise and on the surface die. | Unter dem Donner hoher Meeresflut Zuunterst in bodenloser Tiefe In uralt traumlos ungebrochener Ruh Schläft, schläft der Krake. Schattenlichter spielen Um seine dunklen Flanken; über ihm Schwillt tausendjähriger Wust von Riesenschwämmen; Und aus der Ferne in den blassen Dämmer, Aus Wundergrotten und Verliesen schwingt Unzählige Schar gewaltiger Polypen Schläfrigen Tang in ihren mächtigen Händen. Hier liegt er seit Äonen, wird er liegen, Wird schlafend schlingen riesiges Seegewürm, Bis einst der letzte Brand den Abgrund wärmt; Dann steigt er, unter Mensch- und Engelsblicken, Brüllend hinauf, um droben zu verenden. |

Bis auf zwei geringfügige Änderungen ist der Text identisch mit dem des Erstabdrucks von 1830: die altertümliche Schreibweise ‚antient‘ ersetzte Tennyson durch ‚ancient‘, das Wort ‚fins‘ („Flossen“) durch ‚arms‘ („Arme,“ bei Koppenfels „Hände“).

## Form
Das Gedicht lässt sich als ein aus den Fugen geratenes Sonett beschreiben; es zählt 15 statt der 14 üblichen Verse und folgt in seinem Verlauf einem zunehmend eigenwilligen Reimschema:
[abab cddc efe aaf e]
Auffällig ist vor allem der überzählige Schlussvers, zumal er als einziger kein iambischer Fünfheber, sondern ein Sechsheber ist, genauer gesagt ein Alexandriner. Doch auch wenn man von dieser ungewöhnlichen Zugabe absieht, lässt sich der Aufbau des Gedichts weder mit den Vorgaben des Shakespeare-Sonetts noch des Petrarca-Sonetts vereinbaren. An ersteres lassen zunächst die beiden ersten, noch halbwegs regelkonformen Quartette denken, die zu einer Terzine gefassten Folgeverse dagegen an das italienische Vorbild, wobei jedoch die inhaltliche Zäsur oder Klimax – hier also der Übergang von der Beschreibung der Tiefsee zur Endzeitprophetie – noch nicht wie gewöhnlich nach dem achten, sondern erst nach dem zehnten Vers eintritt.
Ein mehr oder minder liederlicher Umgang mit formalen Vorgaben zeichnet mehrere frühe Werke Tennysons aus und brachte ihm 1833 einen Rüffel von keinem Geringeren als Samuel Taylor Coleridge ein, der ihm eine unbefriedigende Note in Metrik ausstellte und ihm empfahl, sich einstweilen auf eine, höchstens zwei der klassischen lyrischen Formen zu beschränken, bis er zumindest diese gemeistert habe. Hinter Tennysons vermeintlichen Handwerksfehlern darf man indes durchaus Vorsatz vermuten, eine vorsichtige Rebellion gegen ebendie Formstrenge, die Coleridge einforderte. So finden sich gerade in den Poems, Chiefly Lyrical von 1830 zwar auch einige vorschriftsgemäß ausgeführte Sonette, doch 50 Jahre später gab Tennyson, nunmehr der berühmteste Dichter des Landes, zu erkennen, was er tatsächlich von dieser Gedichtform hielt: „I hate the perfect sonnet with a perfect hatred“ (zu Deutsch in etwa: „Ich hasse das vollkommene Sonett mit vollkommenem Hass“). Zumindest im Falle von The Kraken lassen sich die Verstöße gegen die dichterische Konvention auch inhaltlich-funktional rechtfertigen, häufen sich doch die Merkwürdigkeiten gerade in den Zeilen, die die Apokalypse zum Gegenstand haben, also den Anbruch eines neuen göttlichen Zeitalters, in dem mutmaßlich auch die Gesetze der Verslehre neu geschrieben werden.
Um eine der biblischen Thematik dieser letzten Verse entsprechende Bedeutungsschwere schon von Beginn an zu suggerieren, setzt Tennyson eine Satzfigur mit einer besonders altehrwürdigen Tradition ein: die beiden ersten, fast sinngleichen Verse stellen einen synonymen Parallelismus dar, wie er vor allem aus den poetischen Texten des Alten Testaments (und deren Übersetzung in der King-James-Bibel) bekannt ist. Sie etablieren zudem ein auffälliges syntaktisches Muster. Ortsbestimmungen, also Adverbien oder Präpositionalphrasen (‚From many a wondrous grot‘), gehen den Aussagesätzen zumeist voran und verleihen der geschilderten Szene eine statische Qualität, ganz als würde ein Gemälde beschrieben. Die Monotonie der Unterwasserwelt unterstreichen Assonanzen wie in see / flee / green / seen und light / height / lie / polypi, Tautologien wie His […] sleep / The Kraken sleepeth, und am sinnfälligsten die Wiederholung ausgerechnet des ersten Reimpaars deep / sleep in den Versen 12–13.

### Seemannsgarn

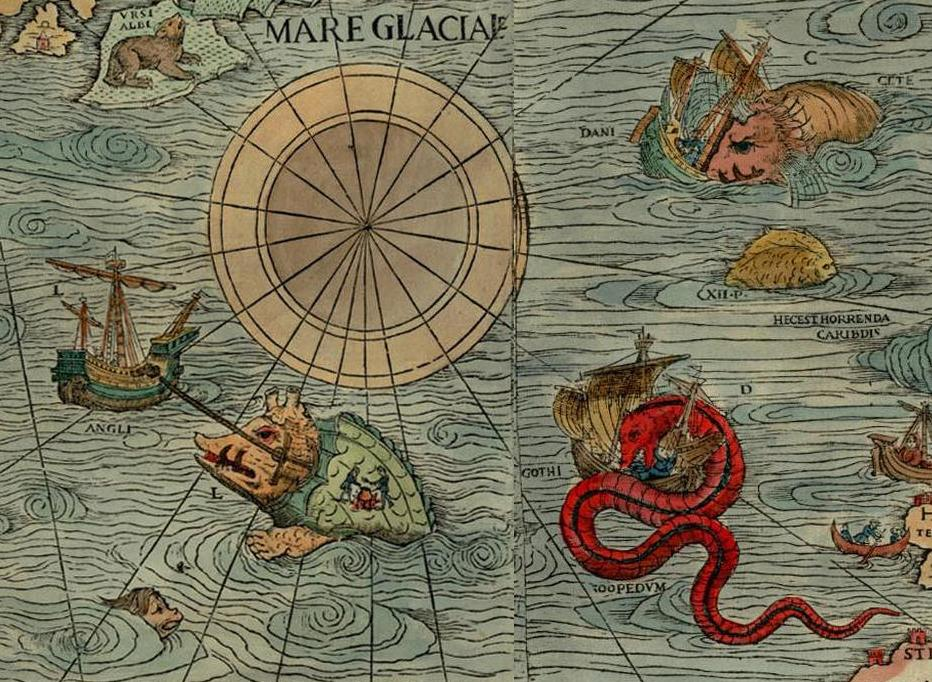
Seeungeheuer des Nordmeers auf der Carta Marina von Olaus Magnus (1539)

### Apokalypse

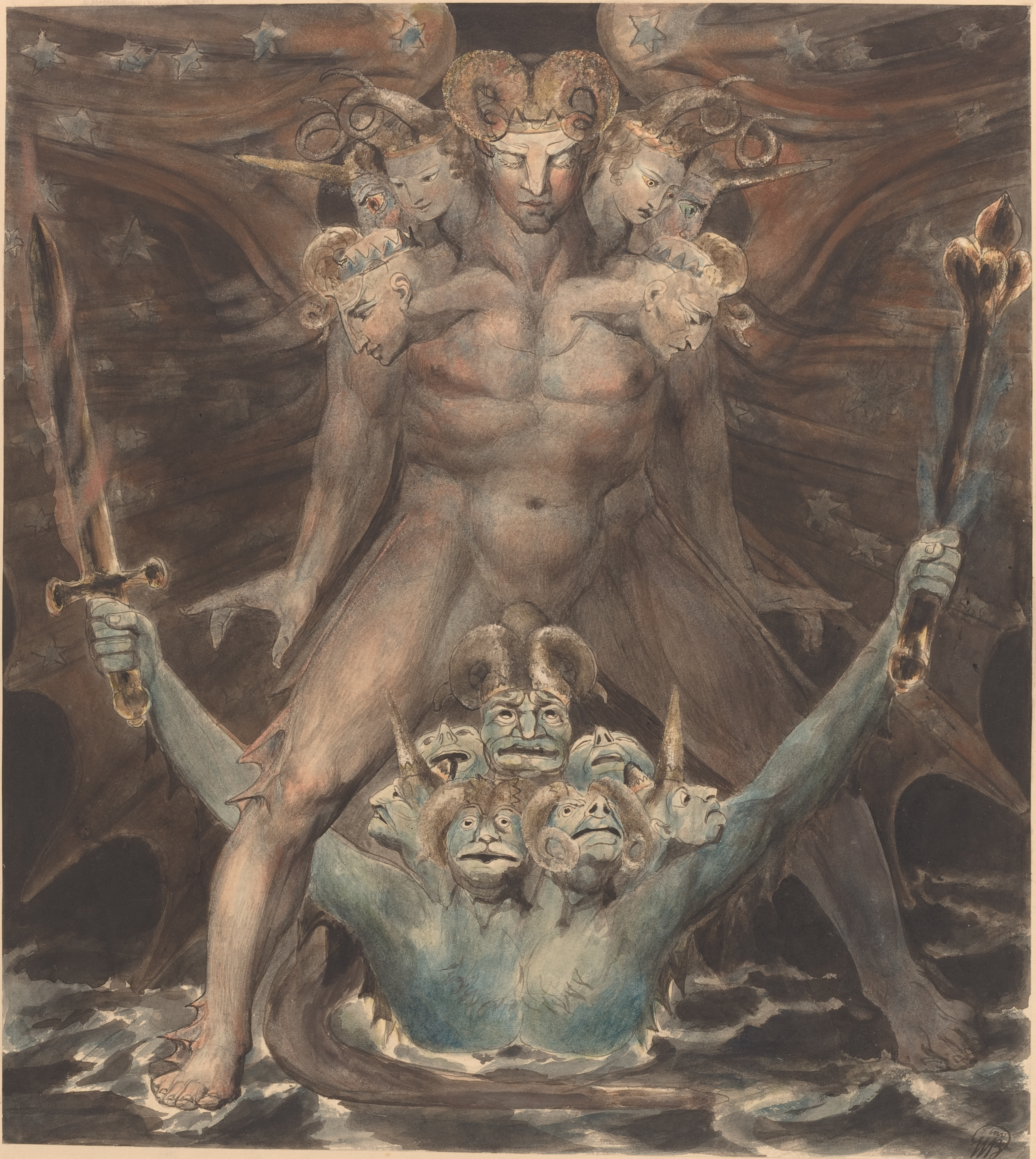
Der große rote Drache und das Tier aus dem Meer
Wasserfarbenzeichnung von William Blake, 1805

## Rezeption

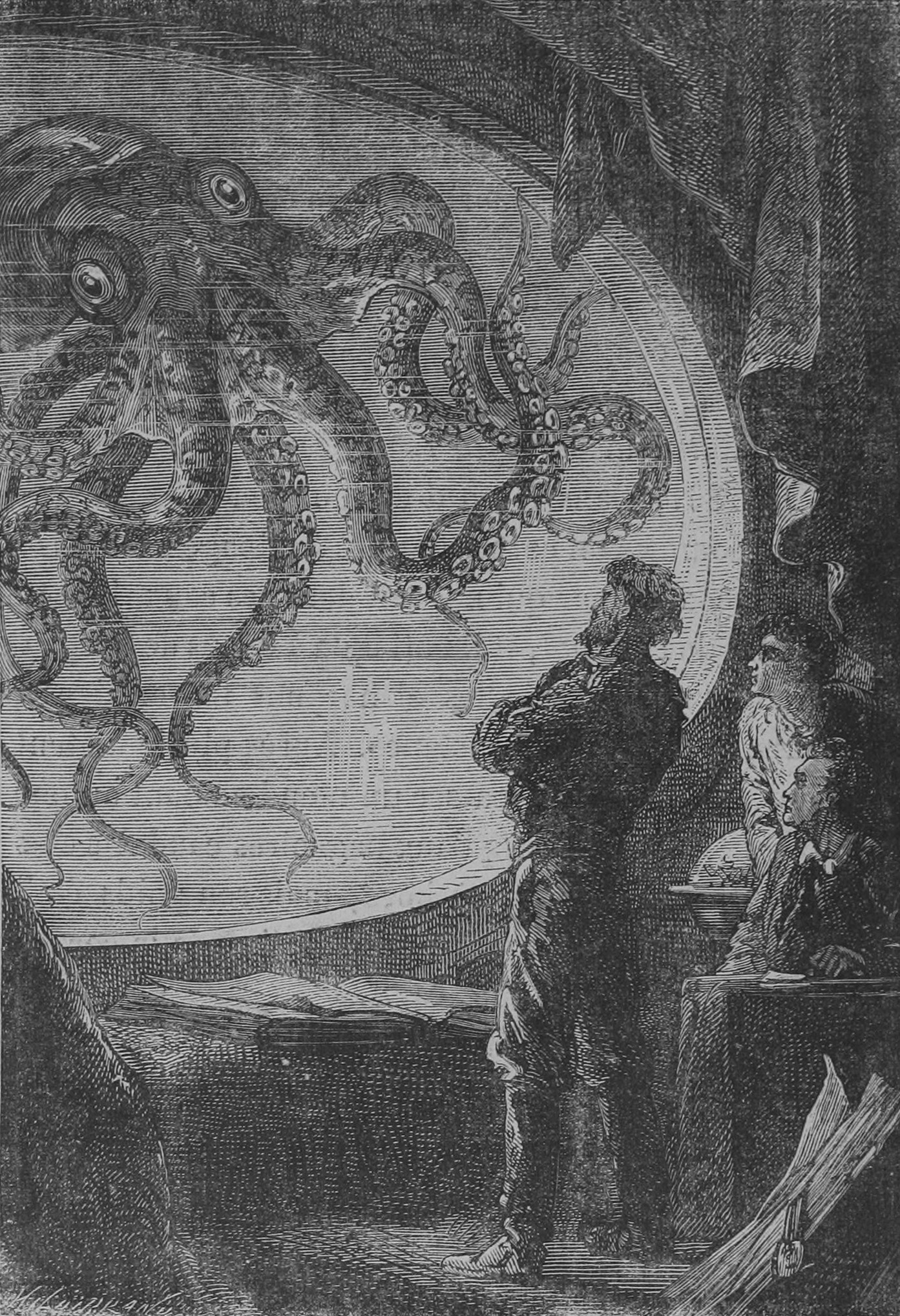
Illustration aus der Erstausgabe von Vernes 20.000 Meilen unter dem Meer (1870)

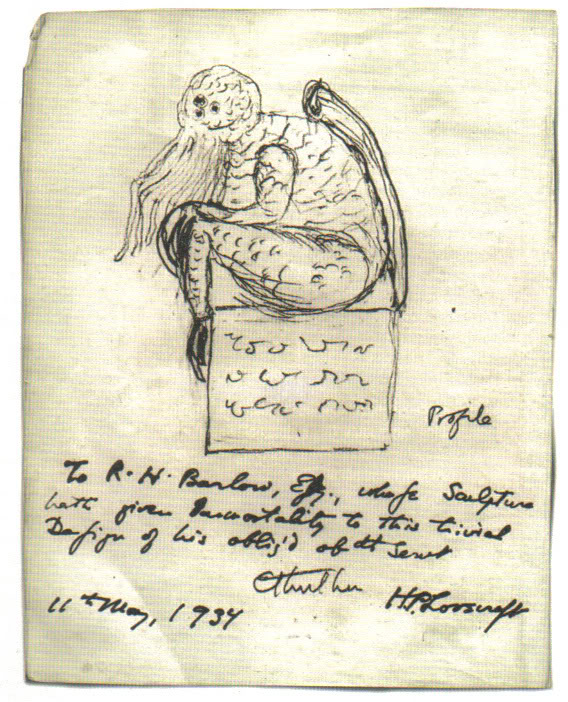
„Cthulhu“ auf einer Skizze von H. P. Lovecraft (1934)